# بیلیجی گرگان
بیلیجی گرگان (به لاتین: Bilici Qorğan) یک منطقه مسکونی در جمهوری آذربایجان است که در شهرستان شابران واقع شده است.